# Trabada
Trabada és un municipi de la província de Lugo, a Galícia. Pertany a la comarca d'A Mariña Oriental. En 2017 comptava amb una població de 1117 habitants empadronats segons l'INE.

## Geografia
Limita al nord amb els municipis de Barreiros i Ribadeo, al sud amb A Pontenova, a l'est amb San Tiso d'Abres (Astúries) i a l'oest amb Riotorto i Lourenzá. Es troba a 75 km de la capital provincial, Lugo.
El seu relleu és accidentar, alternant alts cims de serres com A Cadeira (alt de Cerrochán, 776 m), i valls profundes i fèrtils fins a la ria de Ribadeo. Està banyat pel riu Eo i els seus afluents Trabada i Vilapena. Té un clima oceànic suau amb poca oscil·lació tèrmica provocada per la proximitat al mar Cantàbric. Està inclòs en la Reserva de la Biosfera Río Eo, Oscos e Terras de Burón.

## Parròquies
- Fornea (San Esteban)
- Ría de Abres (Santiago)
- Sante (San Julian)
- Trabada (Santa María)
- Valboa (Santa María Magdalena)
- Vidal (San Mateo)
- Vilaformán (San Juan)
- Vila Pena (Santiago)

## Llocs d'interès
- Castros de Trabada, Sante i Vidal.
- Menhir del Marco da Pena Verde.
- Església de Sante, del segle xvi.
- Església de Vilapena, amb retaule barroc.